# Communauté de communes du Réquistanais
La  communauté de communes du Réquistanais  est une communauté de communes française, située dans le département de l'Aveyron et la région Occitanie.

## Historique
Elle est créée le 20 mars 2000 par la transformation du district du Réquistanais en communauté de communes.
Le 1er janvier 2017, son périmètre est étendu à la commune d'Auriac-Lagast.
Le 1er janvier 2018, les communes de La Bastide-Solages, Brasc et Montclar rejoignent la communauté de communes.

## Territoire communautaire

### Composition
La communauté de communes est composée des 11 communes suivantes :

| Nom                | Code Insee | Gentilé        | Superficie (km2) | Population (dernière pop. légale) | Densité (hab./km2) |
| ------------------ | ---------- | -------------- | ---------------- | --------------------------------- | ------------------ |
| Réquista (siège)   | 12197      | Réquistanais   | 59,32            | 1 940 (2022)                      | 33                 |
| Auriac-Lagast      | 12015      | Aurigastois    | 30,76            | 229 (2022)                        | 7,4                |
| La Bastide-Solages | 12023      | Solageois      | 7,1              | 110 (2022)                        | 15                 |
| Brasc              | 12035      | Brascois       | 20,14            | 172 (2022)                        | 8,5                |
| Connac             | 12075      | Connacois      | 10,69            | 101 (2022)                        | 9,4                |
| Durenque           | 12092      | Durenquois     | 33,15            | 524 (2022)                        | 16                 |
| Lédergues          | 12127      | Lederguois     | 36,31            | 664 (2022)                        | 18                 |
| Montclar           | 12149      | Montclarnais   | 12,8             | 140 (2022)                        | 11                 |
| Rullac-Saint-Cirq  | 12207      | Rulhacois      | 32,74            | 342 (2022)                        | 10                 |
| Saint-Jean-Delnous | 12230      | Saint-Jeannous | 18,29            | 382 (2022)                        | 21                 |
| La Selve           | 12267      | Selvois        | 48,27            | 583 (2022)                        | 12                 |

### Démographie
| 1968  | 1975  | 1982  | 1990  | 1999  | 2008  | 2013  | 2018  |
| ----- | ----- | ----- | ----- | ----- | ----- | ----- | ----- |
| 8 253 | 7 588 | 7 051 | 6 274 | 5 680 | 5 639 | 5 507 | 5 313 |

## Administration

### Siège
Le siège de la communauté de communes est situé à Réquista.

### Les élus
Le conseil communautaire de la communauté de communes du Réquistanais se compose de 28 conseillers représentant chacune des communes membres et élus pour une durée de six ans.
Ils sont répartis comme suit :
| Nombre de conseillers | Communes                                             |
| --------------------- | ---------------------------------------------------- |
| 9                     | Réquista                                             |
| 3                     | Durenque, Lédergues, La Selve                        |
| 2                     | Auriac-Lagast, Rullac-Saint-Cirq, Saint-Jean-Delnous |
| 1                     | La Bastide-Solages, Brasc, Connac, Montclar          |

### Présidence
| Période                                  | Période                       | Identité      | Étiquette   | Qualité                         |
| ---------------------------------------- | ----------------------------- | ------------- | ----------- | ------------------------------- |
| Les données manquantes sont à compléter. |                               |               |             |                                 |
| 2001                                     | 2014                          | Éric Bula     | PS puis DVG | Maire de Réquista (2001 → 2014) |
| 2014                                     | En cours (au 23 juillet 2020) | Michel Causse | DVD-LR      | Maire de Réquista (2014 → )     |

### Compétences
- Aménagement du territoire des communes membres, entretien de la voirie
- Développement de l'économique locale
- Collecte, tri, recyclage, élimination des déchets
- Propose la création de nouveaux équipements culturels, sportifs, etc.

### Régime fiscal et budget
Le régime fiscal de la communauté de communes est la fiscalité professionnelle unique (FPU).